# Nesticus speluncarum
Nesticus speluncarum là một loài nhện trong họ Nesticidae.
Loài này thuộc chi Nesticus. Nesticus speluncarum được miêu tả năm 1873 bởi Pavesi.